# Harvest Moon DS
Harvest Moon DS (牧場物語 コロボックルステーション? Bokujō Monogatari: Korobokkuru Sutēshon) es un videojuego de rol y simulación, desarrollado y publicado por Marvelous Inc. para Nintendo DS, que forma parte de la saga Harvest Moon, Ha salido a la venta en Japón (17 de marzo de 2005), Estados Unidos (2006) y Europa (2007).
Esta versión fue la primera de la saga en la que el creador Yasuhiro Wada delegó parte del trabajo. El aspecto gráfico es similar a las entregas Harvest Moon: Friends of Mineral Town y A Wonderful Life. 

## Desarrollo
El protagonista del juego es Pete, un joven granjero que vive en el valle imaginario de Valle No-Me-Olvides, el mismo escenario de Harvest Moon: A Wonderful Life. Su objetivo será gestionar una granja a través de las actividades habituales: cosecha, ordeño, plantar semillas, excavar en minas, criar animales, vender productos y construir mejoras para ganar más dinero. Entremedias, el granjero podrá entablar amistad con los vecinos del valle e incluso buscar una pretendiente con la que contraer matrimonio.
En este juego se desarrolla a su vez una historia paralela, explicada con una cinemática antes de jugar. La Princesa Bruja ha enviado a la Diosa de la Cosecha a otra dimensión por equivocación, de modo que ordena su búsqueda a los 101 duendes de la cosecha que le acompañaban. El protagonista deberá recuperar al mayor número de duendes posible, los cuales le otorgarán ayudas para mejorar la granja.

### Harvest Moon DS Cute
Existe una versión femenina llamada «Harvest Moon DS Cute» que salió a la venta el 8 de diciembre de 2005. La única diferencia es que se controla un personaje femenino, a elegir entre la rubia Claire (de Harvest Moon for Girls) y la morena Pony (Another Wonderful Life). Además de las opciones habituales, el jugador puede personalizar su casa, añadir trajes y elegir pretendientes masculinos.